# Michael Pereira
Michael Pereira (París, 8 de febrero de 1987) es un exfutbolista francés que jugaba de centrocampista.

## Trayectoria
Inició su carrera en su Francia natal. Tras jugar en la tercera categoría de la liga francesa con el UJA Alfortville, la temporada 2009-10 fichó por el R. C. D. Mallorca. Durante esa campaña jugó con el filial en Segunda División B, aunque fue convocado ocasionalmente por el primer equipo, sin llegar a debutar.
El verano de 2010 realizó la pretemporada con el primer equipo y su rendimiento convenció al club, firmando su primer contrato profesional y pasando a formar parte de la primera plantilla. Debutó en la Primera División de España coincidiendo con la primera jornada de la liga 2010-11, en Son Moix ante el Real Madrid. Pereira entró al terreno de juego en el minuto 59, reemplazando a Víctor Casadesús, en un encuentro que terminó con empate a cero.
Para la temporada 2013-14, Pereira fue cedido al Granada C. F., tras el descenso a Segunda del R. C. D. Mallorca la temporada anterior, con una opción de compra por parte del conjunto andaluz. Pereira debutó en el partido correspondiente a la cuarta jornada ante el R. C. D. Espanyol jugando como titular. Comienza la temporada como titular indiscutible, aunque poco a poco comienza a no contar con minutos para el técnico Lucas Alcaraz.
Terminó su carrera como futbolista en el Atenas Kallithea F. C., club al que regresó en noviembre de 2024 para ejercer de director técnico.

## Clubes
| Club                   | País    | Año       |
| ---------------------- | ------- | --------- |
| UJA Alfortville        | Francia | 2008-2009 |
| R. C. D. Mallorca "B"  | España  | 2009-2010 |
| R. C. D. Mallorca      | España  | 2010-2016 |
| Granada C. F. (cedido) | España  | 2013-2014 |
| Yeni Malatyaspor       | Turquía | 2016-2019 |
| CFR Cluj               | Rumania | 2019-2021 |
| Kocaelispor            | Turquía | 2021-2022 |
| Wisła Cracovia         | Polonia | 2022-2023 |
| Apollon Smyrnis        | Grecia  | 2023      |
| Atenas Kallithea F. C. | Grecia  | 2023-2024 |

## Palmarés

### Títulos nacionales
| Título               | Club     | País    | Año  |
| -------------------- | -------- | ------- | ---- |
| Liga I               | CFR Cluj | Rumania | 2020 |
| Supercopa de Rumania | CFR Cluj | Rumania | 2020 |
| Liga I               | CFR Cluj | Rumania | 2021 |